# Росохате-Нартолти
Росохате-Нартолти (пол. Rosochate Nartołty) — село в Польщі, у гміні Чижев Високомазовецького повіту Підляського воєводства.
Населення — 57 осіб (2011).
У 1975—1998 роках село належало до Ломжинського воєводства.

## Демографія
Демографічна структура станом на 31 березня 2011 року:
|          | Загалом | Допрацездатний вік | Працездатний вік | Постпрацездатний вік |
| -------- | ------- | ------------------ | ---------------- | -------------------- |
| Чоловіки | 31      | 8                  | 19               | 4                    |
| Жінки    | 26      | 4                  | 13               | 9                    |
| Разом    | 57      | 12                 | 32               | 13                   |